# Bungay
Bungay – miasto i civil parish we wschodniej Anglii (Wielka Brytania), w hrabstwie Suffolk, w dystrykcie East Suffolk, położone nad rzeką Waveney, na skraju obszaru chronionej przyrody The Broads. W 2011 roku civil parish liczyła 5127 mieszkańców. Bungay zostało wspomniane w Domesday Book (1086) jako Bongeia/Bungeia/Burghea.
W tym mieście ma swą siedzibę klub piłkarski Bungay Town F.C.